# Baihe, Hebei
Baihe är en köping i Kina. Den ligger i provinsen Hebei, i den norra delen av landet, omkring 180 kilometer sydväst om huvudstaden Peking. Antalet invånare är 28 925. Befolkningen består av 14 113 kvinnor och 14 812 män. Barn under 15 år utgör 22,0 %, vuxna 15-64 år 69 %, och äldre över 65 år 7,0 %.
Runt Baihe är det tätbefolkat, med 383 invånare per kvadratkilometer. Närmaste större samhälle är Lingshan, 18,4 km väster om Baihe. Trakten runt Baihe består till största delen av jordbruksmark.
Genomsnittlig årsnederbörd är 675 millimeter. Den regnigaste månaden är juli, med i genomsnitt 200 mm nederbörd, och den torraste är januari, med 3 mm nederbörd.